# Valeska Suratt
Valeska Suratt, o Valeska Surratt (28 giugno 1882 – Washington, 2 luglio 1962), è stata un'attrice statunitense.

## Filmografia
- The Soul of Broadway, regia di Herbert Brenon (1915)
- L'immigrante (The Immigrant), regia di George Melford (1915)
- The Straight Way, regia di Will S. Davis (1916)
- Jealousy, regia di Will S. Davis (1916)
- The Victim, regia di Will S. Davis (1916)
- The New York Peacock, regia di Kenean Buel (1917)
- She, regia di Kenean Buel (1917)
- The Slave, regia di William Nigh (1917)
- The Siren, regia di Roland West (1917)
- Wife Number Two, regia di William Nigh (1917)
- A Rich Man's Plaything, regia di Carl Harbaugh (1917)